# Ananda Krishnan
Tatparanandam Ananda Krishnan (tamil. த. ஆனந்த கிருஷ்ணன்; ur. 1 kwietnia 1938 w Kuala Lumpur, zm. 28 listopada 2024) – malezyjski przedsiębiorca pochodzenia lankijskiego.
Był właścicielem Astro, dostawcy telewizji satelitarnej oraz operatora stacji radiowych. Do Anandy Krishnana należała także większość udziałów w firmie Maxis Communications.
Jego majątek szacowany był w 2021 r. na 5,5 mld USD.